# Poltergeist II: The Other Side
Poltergeist II: The Other Side es una película de terror sobrenatural estadounidense de 1986, dirigida por Brian Gibson, y escrita por Michael Grais y Mark Victor. 
En esta secuela, ya no aparece la personaje “Dana Freeling”, quien fuera interpretada por la actriz Dominique Dunne, ya que fue asesinada en 1982. 

## Argumento
Un año después del incidente de Cuesta Verde, el vecindario donde vivían los Freeling ha sido evacuado y convertido en una excavación arqueológica en busca de respuestas más concretas respecto a la actividad paranormal del lugar. La médium Tangina Barrons lleva a uno de sus amigos, Taylor, quién es un chamán nativo americano. Después de investigar, el equipo ha descubierto una cueva subterránea bajo el cementerio, Taylor descubre que la entidad anteriormente referida como "La Bestia", el espíritu que secuestró a Carol Anne, es el difunto Reverendo Henry Kane.
Steve, Diane, Robbie y Carol Anne se han mudado a Phoenix, Arizona y ahora viven en casa de la madre de Diane, Jessica Abuela Jess Wilson. Después de haber perdido su licencia de bienes raíces, Steve se dedica a vender aspiradoras de puerta en puerta, mientras que llenan la presentación de reclamaciones de seguros repetidos para cubrir la casa desaparecida. La abuela Jess posee intensas habilidades de clarividencia y comenta que Diane y Carol Anne son clarividentes también. Poco tiempo después, la Abuela Jess muere por causas naturales, pero no sin antes decirle a Diane por última vez que ella siempre "estará ahí" si la necesita.
La poderosa presencia y la fuerza vital de la Abuela Jess había protegido a su familia manteniendo a raya todo ese tiempo a las fuerzas sobrenaturales que los acosaban; sin embargo, con su muerte, se encuentran nuevamente a su merced. Taylor aparece cuando Kane comienza su primer ataque a la casa; este, como no puede manifestarse a través de la televisión, ya que la familia ha eliminado todos los televisores de la casa, hace que sus secuaces busquen otro camino, a través del teléfono de juguete de Carol Anne. El ataque falla y la familia huye de la casa rápidamente, sin embargo Taylor se presenta y los convence de que escapar sería una pérdida de tiempo, ya que Kane los volvería a encontrar en cada lugar al que lleguen, por lo que deciden regresar.
El propio Kane se presenta en la casa un día en forma humana e intenta que lo dejen entrar, pero Steven le hace frente y se niega. Taylor lo felicita por resistirse a Kane, luego lo lleva al desierto donde le da el "Poder de Humo", un espíritu nativo que puede repeler a Kane y que se aloja en el interior de Taylor. Tangina se presenta en la casa y ayuda a Diane a entender la historia de Kane y cómo se convirtió en "La Bestia" que ahora está acechando a la familia haciéndola aceptar el poder de clarividencia que posee pero siempre ha inhibido; gracias a ello descubre que Kane era una vez un hombre, el reverendo Henry Kane, un pastor del siglo XIX que fundó una secta donde aseguraba a sus seguidores que el fin del mundo se acercaba, pero a quien se volviera su feligrés tendría asegurada la salvación, por ello los llevó a una caverna subterránea donde los hizo sepultarse vivos asegurando que junto a él estarían a salvo y en camino al cielo; sin embargo, tras pasar la fecha prevista para el supuesto apocalipsis sin que sucediera nada, no les permitió salir de la cueva, muriendo todos, incluido él; tiempo después, sobre la cueva se fundó un cementerio y posteriormente el vecindario de Cuesta Verde. Por ser un alma maligna, tras su muerte Kane se convirtió en un monstruo que se alimentaba y fortalecía con el sufrimiento de las almas de sus seguidores y de los difuntos que posteriormente fueron sepultados allí, por lo que su objetivo era apoderarse de Carol Anne, cuya alma inocente era tan brillante que en sus manos podía ser usada para distraer y extraviar a las almas que se dirigían a la luz y así aumentar las víctimas de las que se alimentaba.
Taylor advierte a la familia que Kane es muy inteligente y tratará de separarlos. Una noche, Steven baja la guardia, se emborracha con mezcal y se traga el gusano de maguey, que está poseído por Kane, quien lo controla temporalmente. Usando su cuerpo ataca y trata de violar a Diane, que logra hacer volver en sí a Steven apelando al amor que siente por él; gracias a esto, logra vomitar el gusano, que crece hasta convertirse en un enorme monstruo con tentáculos que lo ataca, pero Steve utiliza el poder del humo para repelerlo.
La familia decide enfrentarse a La Bestia en su propio terreno regresando a Cuesta Verde donde entran en la caverna bajo su antigua casa, una vez allí Kane atrapa a Diane y Carol Anne y las lleva al Otro Lado. Steven y Robbie encuentran en el lugar a Taylor, quien ha abierto un portal a través de una fogata por la que ambos pueden pasar. Al otro lado, Steve, Diane, Robbie y Carol Anne se unen, pero Kane (ahora un horrible y gigantesco monstruo) atrapa a la niña y comienza a alimentarse de ella poniendo su alma en peligro de ser destruida. Taylor hace llegar a través de la fogata una lanza nativa encantada en las manos de Steve, con la cual este apuñala a Kane, derrotando al monstruo y haciéndolo caer en el más allá, sin embargo, logra arrastrar a Carol Anne con él.
Mientras la familia llora la pérdida de su hija, el espíritu de la Abuela Jess aparece y devuelve a la niña con su familia. Los Freeling luego regresan con seguridad al mundo de los vivos, agradeciendo a Taylor y Tangina.

## Reparto
| Actor            | Personaje           |
| ---------------- | ------------------- |
| JoBeth Williams  | Diane Freeling      |
| Craig T. Nelson  | Steve Freeling      |
| Heather O'Rourke | Carol Anne Freeling |
| Oliver Robins    | Robbie Freeling     |
| Zelda Rubinstein | Tangina Barrons     |
| Julian Beck      | Reverendo Kane      |
| Will Sampson     | Taylor              |

## Lugares de filmación
- Cañón de Chelly, Monumento Nacional, Chinle, Arizona, Estados Unidos.
- Chinle, Arizona, Estados Unidos.
- Cañón Red Rock, Parque Estatal - Carretera 14, Cantil, California, Estados Unidos.

## Recepción
Poltergeist II recibió críticas mixtas a negativas de parte de la crítica y de la audiencia. En el portal de internet Rotten Tomatoes, la película posee una calificación de 37%, basada en 19 reseñas por parte de la crítica, mientras que la audiencia le ha dado una calificación de 35%. En el sitio IMDb los usuarios le han dado una puntuación de 5.7/10, sobre la base de más de 18 000 votos.

## Fechas de estreno mundial
| País                                                                          | Fecha de estreno                 |
| ----------------------------------------------------------------------------- | -------------------------------- |
| Alemania                                                                      | Jueves 18 de septiembre de 1986  |
| Argentina                                                                     | Jueves 23 de octubre de 1986     |
| Australia                                                                     | Jueves 7 de agosto de 1986       |
| Austria                                                                       | Viernes 19 de septiembre de 1986 |
| Bélgica                                                                       | Miércoles 13 de agosto de 1986   |
| Belice · Costa Rica · El Salvador · Guatemala · Honduras · Nicaragua · Panamá | Miércoles 1 de octubre de 1986   |
| Brasil                                                                        | Jueves 6 de noviembre de 1986    |
| Chile                                                                         | Viernes 17 de octubre de 1986    |
| Colombia                                                                      | Jueves 4 de septiembre de 1986   |
| Dinamarca                                                                     | Viernes 26 de septiembre de 1986 |
| Ecuador                                                                       | Jueves 25 de diciembre de 1986   |
| Egipto                                                                        | Lunes 9 de marzo de 1987         |
| España                                                                        | Viernes 19 de septiembre de 1986 |
| Estados Unidos · Canadá                                                       | Viernes 23 de mayo de 1986       |
| Filipinas                                                                     | Miércoles 15 de octubre de 1986  |
| Finlandia                                                                     | Viernes 29 de agosto de 1986     |
| Francia                                                                       | Miércoles 20 de agosto de 1986   |

| País                 | Fecha de estreno                   |
| -------------------- | ---------------------------------- |
| Grecia               | Jueves 9 de octubre de 1986        |
| Hong Kong            | Jueves 26 de junio de 1986         |
| India                | Viernes 19 de mayo de 1989         |
| Israel               | Viernes 5 de diciembre de 1986     |
| Italia               | Viernes 29 de agosto de 1986       |
| Jamaica              | Miércoles 14 de enero de 1987      |
| Japón                | Sábado 1 de noviembre de 1986      |
| Líbano               | Viernes 16 de enero de 1987        |
| Malasia              | Jueves 31 de julio de 1986         |
| México               | Viernes 21 de agosto de 1987       |
| Noruega              | Jueves 8 de enero de 1987          |
| Nueva Zelanda        | Viernes 26 de septiembre de 1986   |
| Países Bajos         | Jueves 21 de agosto de 1986        |
| Perú                 | Jueves 4 de junio de 1987          |
| Portugal             | Viernes 23 de enero de 1987        |
| Puerto Rico          | Jueves 3 de julio de 1986          |
| Reino Unido Irlanda  | Viernes 19 de septiembre de 1986   |
| República Dominicana | Jueves 14 de agosto de 1986        |
| Singapur             | Jueves 26 de junio de 1986         |
| Sudáfrica            | Viernes 12 de septiembre de 1986   |
| Suecia               | Viernes 8 de agosto de 1986        |
| Suiza                | Miércoles 20 de agosto de 1986     |
| Tailandia            | Sábado 13 de septiembre de 1986    |
| Taiwán               | Sábado 9 de agosto de 1986         |
| Uruguay              | Jueves 9 de octubre de 1986        |
| Venezuela            | Miércoles 24 de septiembre de 1986 |

## Premios
Candidata a 1 Oscar, 
2 premios y 4 candiaturas.

### Premios de la Academia, Estados Unidos
| Año  | Resultado | Premio | Categoría/Destinatario(s)                                                          |
| ---- | --------- | ------ | ---------------------------------------------------------------------------------- |
| 1987 | Candidato | Oscar  | Mejores Efectos, Efectos Visuales: Richard Edlund John Bruno Gary Waller Bill Neil |

### Academia de Cine de Ciencia Ficción, Fantasía y Horror, Estados Unidos
| Año  | Resultado | Premio         | Categoría/Destinatario(s)                                           |
| ---- | --------- | -------------- | ------------------------------------------------------------------- |
| 1987 | Candidato | Premio Saturno | Mejor Película de Horror Mejores Efectos Especiales: Richard Edlund |

### BMI Cine y premios TV
| Año  | Resultado | Premio               | Categoría/Destinatario(s) |
| ---- | --------- | -------------------- | ------------------------- |
| 1987 | Ganador   | BMI Film Music Award | Jerry Goldsmith           |

### Premios Razzie
| Año  | Resultado | Premio        | Categoría/Destinatario(s)                |
| ---- | --------- | ------------- | ---------------------------------------- |
| 1987 | Candidata | Premio Razzie | Peor Actriz de Soporte: Zelda Rubinstein |

### Premios Artista Joven
| Año  | Resultado | Premio               | Categoría/Destinatario(s)                                                               |
| ---- | --------- | -------------------- | --------------------------------------------------------------------------------------- |
| 1987 | Ganadora  | Premio Artista Joven | Rendimiento Excepcional por una Joven Actriz Protagonista de Película: Heather O'Rourke |